# Lasswirtschaft
Die Lasswirtschaft war bis zur Bauernbefreiung eine im Königreich Preußen, insbesondere im Markgraftum Oberlausitz und teilweise in der Niederlausitz verbreitete Form der Gutsherrschaft bzw. Erbuntertänigkeit des unfreien sorbischen Bauerntums. Kennzeichnend war ein jederzeit vom Grundherrn kündbares Nutzungsrecht (Lassrecht) der Höfe. Wegen der Verpflichtung, nicht nur Abgaben an den Gutsherrn zu leisten, sondern persönlich bäuerliche Dienste zu verrichten, näherte sich die Rechtsstellung der Lassbauern stark der Leibeigenschaft im Russischen Reich an.

## Geschichte
Die Entstehung dieser Abhängigkeit ist umstritten. Sie kann auf die schwache Zentralisierung im Kurfürstentum Sachsen zurückgehen, in deren Folge das Markgraftum hauptsächlich von den beiden Landständen (dem Adel und den Sechsstädten) regiert wurde und der Adel auf dem Lande unkontrollierte Agrarstrukturpolitik machte.
Der erste zeitgenössische Kritiker der Lasswirtschaft war 1792 Andreas Tamm, der Lehrer von Hermann von Pückler-Muskau und Leopold Schefer. Ab 1799 wurden zu Lassrecht vergebene Höfe in Erbzinshöfe umgewandelt.